# Adejeania brevirostris
Adejeania brevirostris là một loài ruồi trong họ Tachinidae.